# Spanischer Osterluzeifalter

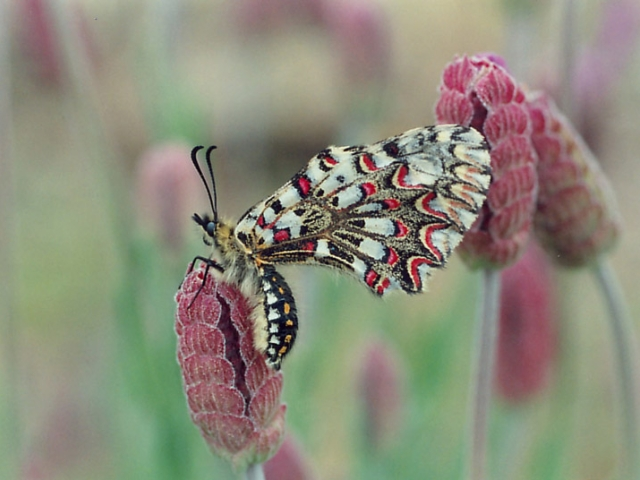
Unterseite der Flügel

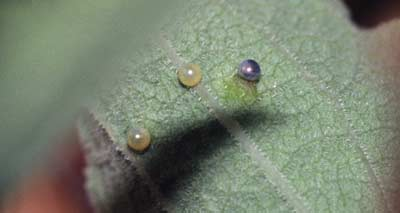
Eier

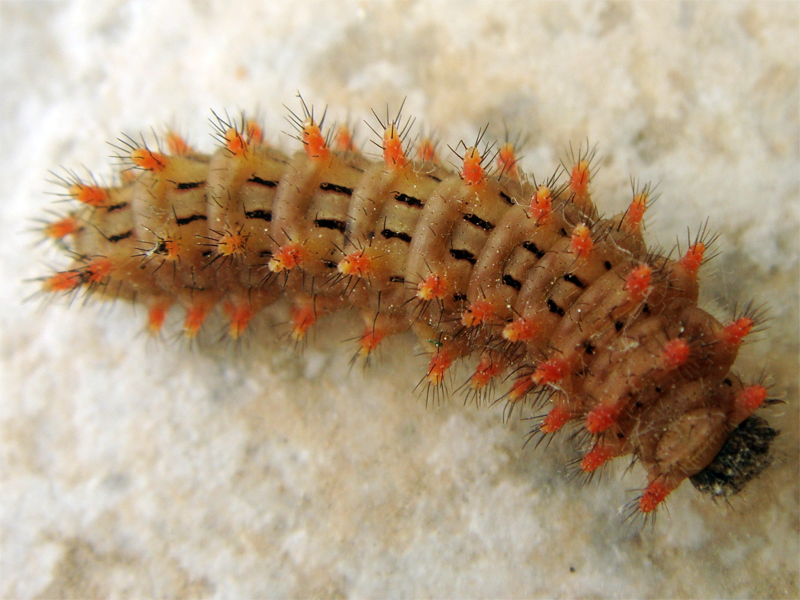
Raupe

Der Spanische Osterluzeifalter (Zerynthia rumina), auch Westlicher Osterluzeifalter genannt, ist ein Schmetterling aus der Familie der Ritterfalter (Papilionidae). Er ist ein Nahrungsspezialist, dessen Raupen ausschließlich auf einigen Arten der Pfeifenblumen (Aristolochia) leben. Das Artepitheton leitet sich von Rumina, der Schutzgöttin der Säugenden aus der römischen Mythologie ab.

## Merkmale
Die Flügelspannweite der Falter beträgt etwa 46 bis 50 Millimeter. Die Grundfarbe ist meist blass gelb, einzelne Falter können jedoch auch eine ockergelbe Grundfarbe haben ("F. canteneri Staudinger"). Der Außenrand ist überwiegend schwarz gefärbt; die Grundfarbe wird jedoch durch zwei Reihen von Bogenflecken unterbrochen. Am Vorderrand stehen bis zu fünf schwarze Stege, unterbrochen durch Partien in der Grundfarbe senkrecht auf dem Costalrand. Die Stege sind etwas unregelmäßig und können weiße oder rote Flecke enthalten. Insgesamt sind etwa drei bis fünf intensiv rote Flecke über den Vorderflügel verteilt. Sie werden zur Unterscheidung von Unterarten und Formen benutzt. Die Unterseite der Vorderflügel ist etwas heller gefärbt als die Oberseite, besonders der schwarze Rand ist stark aufgehellt. Die Zeichnung entspricht aber im Wesentlichen der Zeichnung auf der Oberseite. 
Der Hinterflügel besitzt ebenfalls eine gelbe Grundfarbe. Die zwei Reihen Bogenflecke im schwarzen Rand sind im Gegensatz zum Vorderflügel stärker gelängt. Im inneren Teil des schwarzen Randes verläuft eine Reihe roter oder auch gelber Punkte (meist fünf). Der schwarze Rand kann jedoch bei manchen Exemplare bis auf zwei schwarze Wellenlinien reduziert sein; das Feld ist hier in der Grundfarbe gehalten. Die Unterseite des Hinterflügel ist deutlich heller, meist hellgelb oder fast weiß. Die äußere Wellenlinie ist häufig innen rot gerandet. An der Basis der Hinterflügel ist meist ein roter Fleck zu erkennen, vor allem bei Exemplaren aus Südfrankreich. 
Der Körper ist insgesamt grauschwarz gefärbt. Seitlich ist er jedoch durch eine Reihe trapezförmiger Flecke (ca. acht) unterbrochen, zum Dorsum hin folgt eine weitere Reihe von gelben oder orangeroten Flecken. Meist sind es ein paar Flecke weniger als in der mehr ventral gelegenen Fleckenreihe. Beide Geschlechter tragen dieselben Flügelzeichnungen, allerdings ist das Weibchen oft größer.

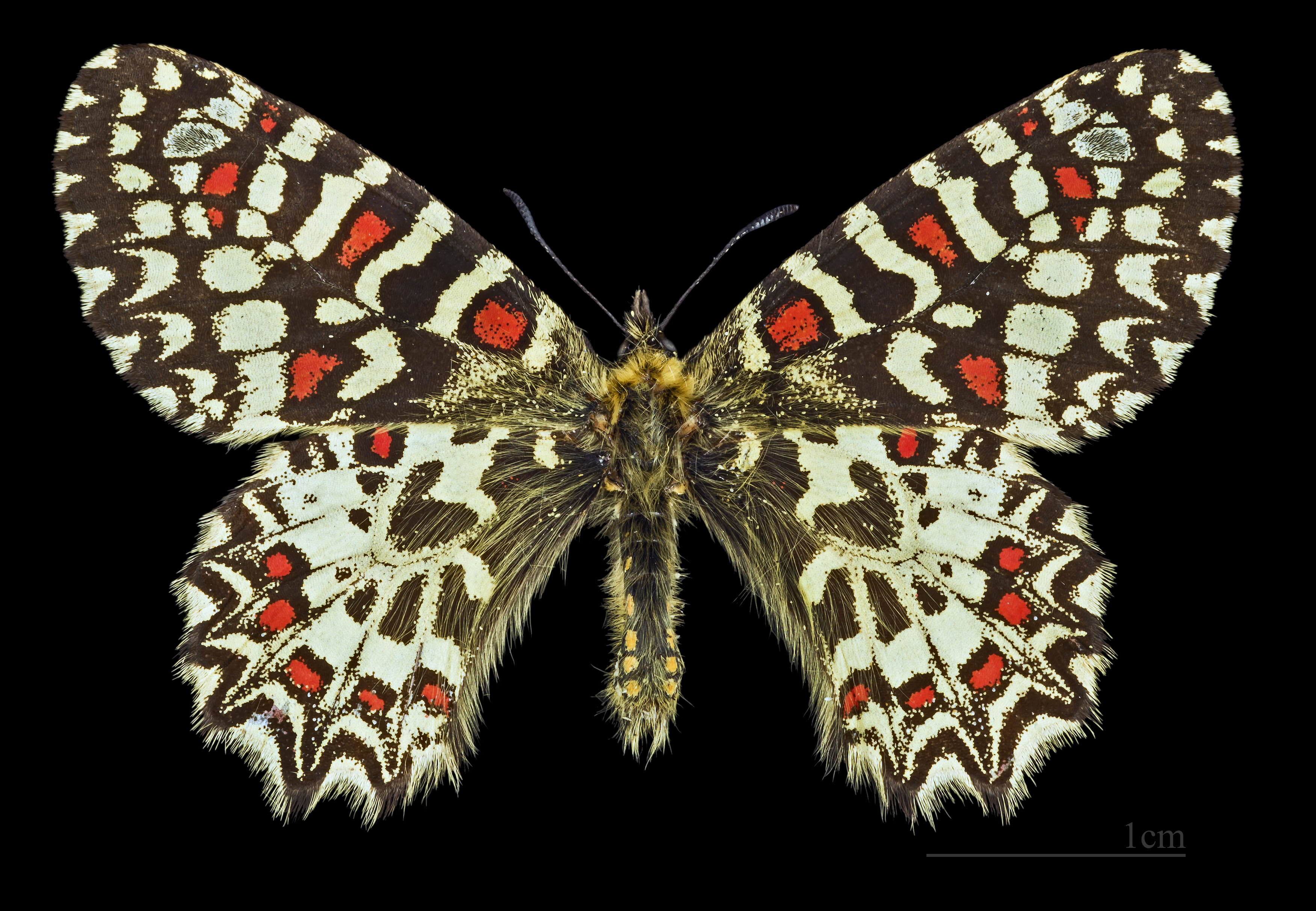
♂
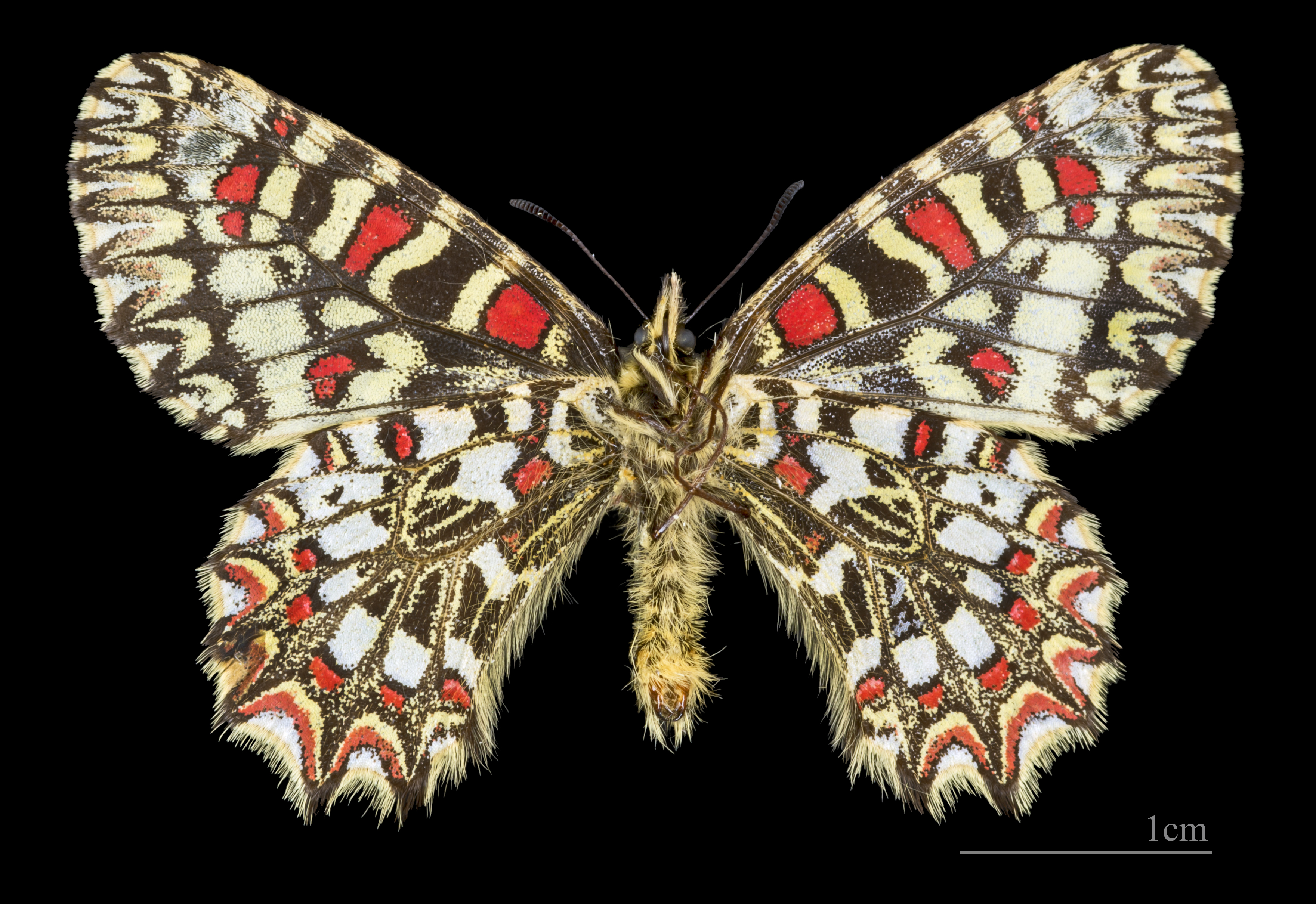
♂ △
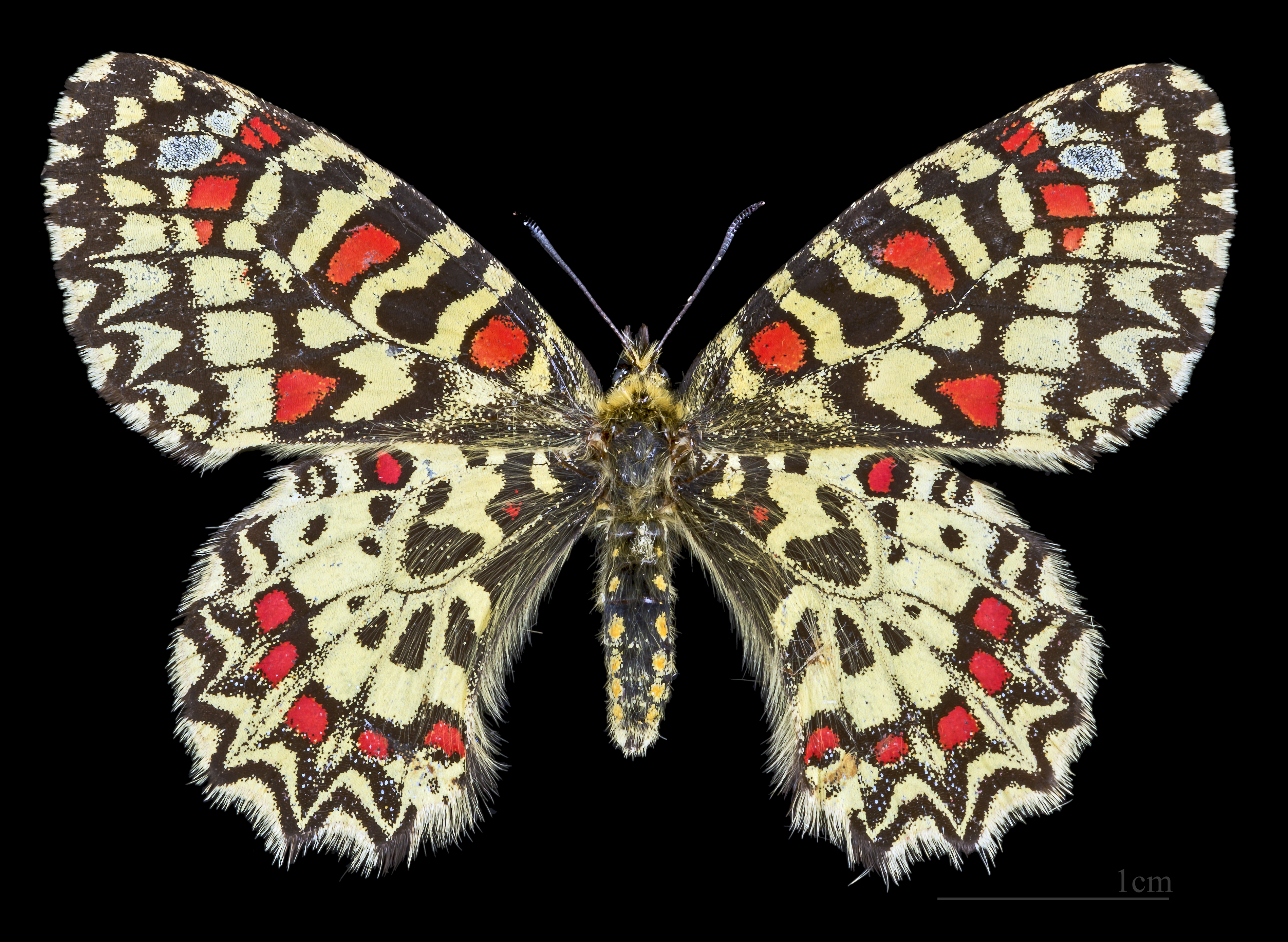
♀
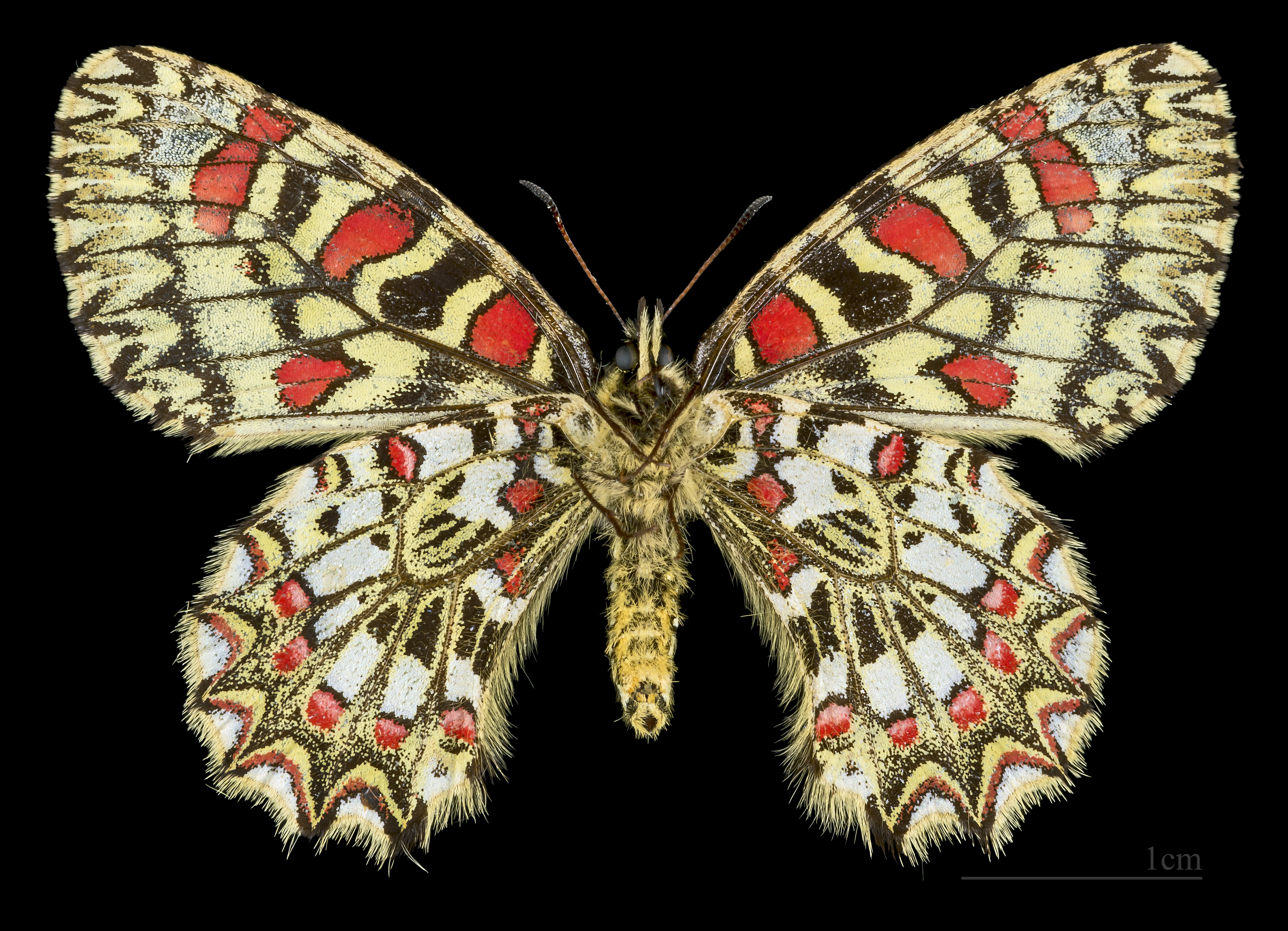
♀ △

Die Raupen sind relativ kompakt mit einer dunkelblauen bis gelben Grundfarbe. Sie werden etwa 53 Millimeter lang. Jedes Thoraxsegment weist sechs beborstete Hautzapfen auf. Sie können bei den Tieren mit dunkler Grundfarbe gelb oder orangerot gefärbt sein.
Die Puppe ist eine besondere Form der Gürtelpuppe. Dabei umfasst der Gürtelfaden nicht die Körpermitte, sondern den Bereich unterhalb des Kopfes oder sogar nur zwei nach vorn gerichtete Dorne an der Kopfspitze.

## Ähnliche Art
Der Spanische Osterluzeifalter ist dem Osterluzeifalter (Zerynthia polyxena) sehr ähnlich. Dieser besitzt jedoch in der Regel auf den Vorderflügeln keine roten Flecke. Das Verbreitungsgebiet der beiden Arten überlappt sich nur in einem kleinen Gebiet an der französischen Mittelmeerküste.

## Vorkommen
Das Hauptvorkommen des Spanischen Osterluzeifalters liegt auf der Iberischen Halbinsel (mit Ausnahme der asturischen Küstenregion) und an der französischen Mittelmeerküste. Im westlichen Nordafrika (Tunesien bis Marokko) ist er weit verbreitet. Die Art tritt jedoch nur lokal auf, kann dann aber durchaus häufig sein. In Nordafrika steigt die Art bis auf 2100 Meter an, meist ist sie jedoch unter 1600 Meter zu finden. Auf der Iberischen Halbinsel und in Südfrankreich kann die Art noch in 1500 Meter über NN vorkommen, meist jedoch tiefer als 1000 Meter. Der Falter hält sich an warmen trockenen, meist steinigen Stellen zwischen blumenreichen Wiesen, Gebüsch, Sträuchern, den Ufern trockener Flussbetten, aber auch im Kulturland auf, überall dort, wo die Nahrungspflanzen der Raupen (Pfeifenblumen) vorkommen.

## Lebensweise
Die Falter fliegen meist in einer Generation von Ende März bis Mai. Nachweise einzelner Falter reichen jedoch von Februar bis in den Juli. In Nordafrika wird an günstigen Stellen von August bis Oktober eine zweite Generation gebildet.
Die Eier werden einzeln oder in kleinen Gruppen von bis zu sechs Eiern auf den Blättern der Nahrungspflanzen der Raupen abgelegt
Die Raupe ernährt sich von verschiedenen Pfeifenblumenarten (Aristolochia). In Nordafrika sind dies: Wenignervige Osterluzei (A. paucinervis), A. fontanesii, Rundknollige Osterluzei (A. rotunda) und eventuell Fahle Osterluzei (A. pallida). In Europa sind es dagegen Pistolochia-Osterluzei (A. pistolochia), Rundknollige Osterluzei (A. rotunda), Andalusische Pfeifenblume (A. baetica) und Lange Osterluzei (A. longa) Die Raupen leben kaum versteckt auf den Blättern der Nahrungspflanze, oft der prallen Sonne ausgesetzt. Die Verpuppung erfolgt an Stängeln, an der Borke von Bäumen oder unter Steinen. 

## Unterarten
Die mögliche Untergliederung dieser Art in Unterarten ist in der Literatur heftig umstritten. Dabei reicht das eine Extrem von bis zu sieben Unterarten auf der Iberischen Halbinsel bis zur kompletten Einbeziehung aller Populationen in eine einzige Art (ohne Unterartunterteilung). Insgesamt sind mindestens 11, wahrscheinlich aber sogar noch mehr Namen als subspezifische Taxa verfügbar. Higgins & Riley (1978) untergliedern die Art noch in zwei Unterarten, Zerynthia rumina rumina (Linnaeus, 1758) (Iberische Halbinsel und Südfrankreich) und Zerynthia rumina ornatior (Blachier, 1905) (Nordafrika; von Tunesien bis Marokko). E. Sabariego und J. Martinez unterscheiden dagegen allein auf der Iberischen Halbinsel (einschließlich der Nominatunterart) sieben Unterarten: Zerynthia rumina australis (Esper, 1782), Zerynthia rumina cantabricae (Gomez-Bustillo, 1971), Zerynthia rumina castiliana (Rühl, 1892), Zerynthia rumina catalonica (Sagarra, 1930), Zerynthia rumina isabelae (Sabariego & Huertas, 1976), Zerynthia rumina rumina (Linnaeus, 1758) und Zerynthia rumina transcastiliana (Sabariego, 1977) sowie einige neue Formen. Dagegen vereinigen Tolman & Lewington (1997) die zwei für Europa und für Nordafrika ausgeschiedenen Unterarten wieder unter der Nominatform. Die frühere Unterart ornatior wird als f. (= forma) africana Stichel, 1907 bezeichnet, ein jüngeres Synonym von ornatior Blachier, 1905. Auf die obige Arbeit von Sabariego & Martinez (1991) gehen sie nicht ein. J. F. Binagot und D. Lartigue (1998) gehen aber wiederum von der Existenz der nordafrikanischen Unterart aus; sie wird aber als Zerynthia rumina africana Stichel, 1907 bezeichnet. Sie beschreiben zudem eine neue Unterart Zerynthia rumina tarrieri, die bisher nur in einem kleinen Gebiet des Antiatlas und des Hohen Atlas im Tal des Amelns (Marokko) gefunden wurde. Nach den molekulargenetischen Untersuchungen von Nazari & Sperling (2007) weisen die beiden Unterarten africana und tarrieri einen Unterschied von 2,5 Prozent in der untersuchten Gensequenz von Cytochrom Oxidase I auf, ein Wert, den manche Arten innerhalb der Parnassinae aufweisen. Beide Unterarten zusammen sind vermutlich die Schwestergruppe aller europäischer Populationen. Es konnten aber nicht alle Populationen in die Untersuchungen einbezogen werden, die bisher als infraspezifische Taxa vorgeschlagen wurden. Die untersuchten Populationen zeigen aber keine signifikanten Unterschiede, etwa zwischen den vorgeschlagenen "Unterarten" castiliana Rühl, 1892, cantabricae Gomez-Bustillo, 1971 und der Nominatunterart. Nicht untersucht wurden die Populationen in Portugal (ssp. lusitanica Bryk) und Südfrankreich (ssp. australis Esper). Die neueste Arbeit kennt im Moment nur diese drei Unterarten:
- Zerynthia rumina africana (Stichel, 1907) (müsste vermutlich Zerynthia rumina ornatior heißen, da dieser Name älter ist und Priorität besitzt): Der Falter hat kräftige dunkle Zeichnungen. Auf den Hinterflügeln befindet sich eine breite, schwarze Randbinde, in der sich die großen Flecken befinden. Auf den Vorderflügeln fehlt der rote Fleck in Cu2-A.
- Zerynthia rumina rumina (Linnaeus, 1758)
- Zerynthia rumina tarrieri Binagot und Lartigue, 1998. Die Grundfarbe variiert von ockergelb bis hellgelb. Auf dem Vorderflügel sind nur zwei oder häufig sogar nur ein roter Fleck ausgebildet.